# Ummerstadt
Ummerstadt település Németországban, azon belül Türingiában. Lakosainak száma 463 fő (2023. december 31.).

## Népesség
A település népességének változása:
| Lakosok száma | 462  | 461  | 452  | 457  | 463  |
|               | 2017 | 2019 | 2021 | 2022 | 2023 |